# أوليس أف أم
أوليس أف أم محطة إذاعية إقليمية تونسية موجهة نحو الجنوب الشرقي التونسي بدأت البث في 16 يونيو / حزيران 2012 من استوديوهاتها بجربة. أوليس أف أم هي محطة إذاعية خاصة أطلقت في تونس بعد ثورة الياسمين.أوليس أف أم تحصلت على الترخيص المؤقت للبث في ولاية مدنين في أغسطس / آب 2011 ومنذ ذلك الحين تم منح ترخيص دائم من الهايكا. انها تبث على 2 ترددات عبر الديوان الوطني للإرسال الإذاعي والتلفزي وعبر تيارات 92.1- 104.3 وعلى موقعها على الإنترنت.
كما فتحت الإذاعة مكتب فرعي بمدينة بنقردان ومكتب آخر بمدينة مدنين.
أوليس أف أم أصبح فاعلا في القطاعات الثقافية والتنمية الاقتصادية في المنطقة، وهو قد استفاد من اليونسكو بمنحة دعم أمية المرأة العاملة في جنوب شرقي تونس IPDC59، من خلال برنامج «للات الاف ام».
كما تنظم الملتقى السنوي للاعلام الجهوي في عيون المجتمع المدني.